# Нандамури Тарака Рама Рао (старший)
Нандамури Тарака Рама Рао (англ. Nandamuri Taraka Rama Rao, телугу నందమూరి తారక రామారావు, также известный как Н. Т. Рама Рао или НТР; 28 мая 1923 — 18 января 1996) — индийский актёр, режиссёр, продюсер, работавший преимущественно в киноиндустрии на языке телугу, и политик, занимавший пост главного министра штата Андхра-Прадеш в течение трёх периодов.
Основал партию Телугу Десам в 1982 году. Был известен как сторонник особой культурной самобытности Андхра-Прадеш.

## Биография
Родился 28 мая 1923 года в крестьянской семье из округа Кришна. Получил образование в Виджаяваде, где принимал участие в студенческих спектаклях, часто играя женские роли. Привлёк к себе внимание своей ролью принца Салима в пьесе «Анаркали». Некоторое время работал клерком в офисе регистратора в Гунтуре.
Дебютировал на большом экране в фильме Mana Desam 1949 года режиссёра Л. В. Прасада. В следующем году исполнил главную роль в фильме Palletoori Pilla. Затем разорвал сотрудничество с Прасадом и подписал двухгодичный контракт с Vijaya Studios. Следующие три фильма сделали его ведущей звездой киноиндустрии на языке телугу наравне с Аккинени Нагесвара Рао. В фильме Mayabazar 1957 года НТР впервые сыграл бога Кришну. В этой роли в дальнейшем он появился в 17 фильмах.
В 1968 году был удостоен четвёртой по высоте гражданской награды Индии Падма Шри. В 1969 году получил Национальную кинопремию Индии за лучший фильм на телугу как режиссёр картины Varakatnam. Был первым лауреатом Filmfare Award за лучшую мужскую роль в фильме на телугу Badi Panthulu в 1973 году.